# Nikolai Sokolov
Nikolai Sokolov (rus: Николай Соколов)  (Sant Petersburg, 14 de març de 1859 (Julià) - Sant Petersburg, 27 de març de 1922), nom complet amb patronímic Nikolai Aleksàndrovitx Sokolov, rus: Никола́й Алекса́ндрович Соколо́в, fou un compositor de música clàssica rus.
Cursà la carrera artística en el Conservatori de la seva ciutat natal. Fou deixeble de Rimski-Kórsakov i amb els anys professor del net d'aquest Gueorgui Rimski-Kórsakov i, era adepte de l'escola nacionalista, les seves obres es troben en general inspirades en la música popular russa, assenyalant-se per l'elegància de factura i la brillantor del color.
Entre les seves principals composicions figuren una Elegia; la música d'escena per al Conte d'hivern de Shakespeare; 3 quartets de corda; 8 peces de concert per a violí i piano; 6 per a violoncel i piano; 7 cors a cappella; 4 per a veus femenines; unes 100 melodies vocals i el ballet Els cignes salvatges.
També va escriure l'obra teòrica Manual pràctic d'Harmonia. De 1877 a 1885 fou professor d'harmonia de l'Escola de Cantors de la cort i més tard del Conservatori de Sant Petersburg.